# Paraclinus sini
Paraclinus sini är en fiskart som beskrevs av Hubbs 1952. Paraclinus sini ingår i släktet Paraclinus och familjen Labrisomidae. IUCN kategoriserar arten globalt som livskraftig. Inga underarter finns listade i Catalogue of Life.